# Valentine Simmes
Valentine Simmes (Wirken: 1585–1622) war ein Drucker des späten 16. und frühen 17. Jahrhunderts. Er war in London tätig und hatte seine Werkstatt am „Adling Hill“ nahe „Bainards Castle“ im „Haus zum weißen Schwan“. Simmes ist bekannt für die gute Qualität seiner Drucke. Er war verantwortlich für die Produktion einer Reihe von Shakespeares Quartos. Simmes begann seine Tätigkeit als Drucker im Jahre 1585. Über sein Leben ist nichts bekannt.

## Shakespeare
In der Zeit von 1597 bis 1604 hat Simmes neun Shakespeare-Quartos für verschiedene Londoner Stationer und Buchhändler hergestellt.
Für den Buchhändler Andrew Wise druckte Simmes:
- Richard III, Quarto 1 (1597)
- Richard II, Quarto 1 (1597)
- Richard II, Quarto 2 (1598)
- Richard II, Quarto 3 (1598)

Für Wise und William Aspley:
- Henry IV, Part 2, Quarto 1 (1600)
- Much Ado About Nothing, Quarto 1 (1600)

Für Thomas Millington:
- Henry VI, Part 2, Quarto 2 (1600)

Für Nicholas Ling und John Trundell:
- Hamlet Quarto 1 (1603)

Für Matthew Law:
- Henry IV, Part 1, Quarto 3 (1604).

Für Nicholas Ling stellte Simmes auch das Quarto 3 von The Taming of a Shrew im Jahre 1607 her. Dabei handelt es sich um eine Variante von Shakespeares The Taming of the Shrew, deren Beziehung zu Shakespeares Werk unklar ist. Für Thomas Pavier druckte Simmes im Jahr 1600 das Quarto 1 von Sir John Oldcastle, ein Werk das zu den sogenannten Shakespeare Apocryphen gezählt wird. Für den „Witwer Newman“ druckte Simmes 1607 die zweite Auflage von Lawrence Twines The Pattern of Painful Adventures. Dieses Werk wird als eine Quelle von Pericles, Prince of Tyre, einem Gemeinschaftswerkes von George Wilkins und Shakespeare angesehen.

## Andere Dramen
Simmes druckte auch eine Reihe von Werken anderer elisabethanischer Autoren:
- George Chapman: An Humorous Day’s Mirth. 1599
- Thomas Dekker: The Shoemaker’s Holiday. 1600
- Christopher Marlowe: The Tragical History of Doctor Faustus. 1604 für Thomas Bushell[5]
- Ben Jonson: The Coronation Triumph. 1604, für Edward Blount
- Ben Jonson: The Entertainment at Althorp. 1604, für Edward Blount
- John Marston: The Malcontent. 1604, für William Aspley
- Ben Jonson: Hymenaei. 1606, für Thomas Thorpe
- George Peele: The Troublesome Reign of King John. Quarto 2, 1611, für John Helme

Während manche Unternehmer in dieser Zeit wie William Jaggard gleichzeitig Drucker und Herausgeber waren, beschränkte sich Simmes zumeist auf das Druckereigeschäft.

## Andere – nicht dramatische – Werke
Simmes druckte auch nicht-dramatische Werke. Für den Buchhändler Richard Bonian produzierte er Salve Deus Rex Judaeorum (1611) einen Gedichtband von Emilia Lanier. Für das Buch von John Clapham The historie of England (1602) besorgte er den Druck, der Herausgeber war John Barnes.